# Az Orosz Külügyminisztérium épülete
Az Orosz Külügyminisztérium épülete (oroszul: Здание Министерства иностранных дел России, Zdanyije Minyisztyersztva inosztrannih gyel Rosszii) egy felhőkarcoló Moszkva belvárosában, a Szmolenszkaja-Szennaja körúton, az Orosz Külügyminisztérium központja. Egyike a Hét nővér néven ismert, sztálinista stílusban épült toronyházaknak.

## Története
Az épület alapkövét 1948-ban tették le, átadására 1953-ban került sor. Építészei V. G. Gelfrej és A. B. Minkusz voltak. Minkusz 1982-ben megjelent életrajzában arról számolt be, hogy először 1946-ban álltak elő tervekkel az épülethez, és 9 és 40 emelet között variálták a magasságát. 1947-ben kétféle tervet adtak közre, amelyből a másodikat fogadták el, egy áramvonalas, téglalap alakú csúcsban végződő épület terveit. Később, vélhetően Sztálin parancsára a toronyház egy fémből készült csúcsdíszt is kapott, amely az eredeti tervekben még nem szerepelt. Jelenleg az orosz Külügyminisztérium központi épületeként funkcionál. 

## Építészeti jellemzők
Az épület 27 szintes és 172 méter magas. Külseje könnyű kővel borított, pilaszterekkel és pülónokkal (kettős kapukkal) is kiegészítve, neogótikus elemek is felfedezhetőek rajta. A belső díszítéshez fémet és köveket használtak fel. Az összképet a csúcson található dísz teszi teljessé, akárcsak a többi „nővér” esetében.

## Fordítás
- Ez a szócikk részben vagy egészben  a   Ministry of Foreign Affairs of Russia main building című angol Wikipédia-szócikk ezen változatának fordításán alapul.  Az eredeti cikk szerkesztőit annak laptörténete sorolja fel. Ez a jelzés csupán a megfogalmazás eredetét és a szerzői jogokat jelzi, nem szolgál a cikkben szereplő információk forrásmegjelöléseként.